# Anasigerpes amieti
Anasigerpes amieti är en bönsyrseart som beskrevs av Roger Roy 1963. Anasigerpes amieti ingår i släktet Anasigerpes och familjen Hymenopodidae. Inga underarter finns listade i Catalogue of Life.